# صدف و مروارید
صدف و مروارید یک مجموعه تلویزیونی محصول ۱۳۷۷ به کارگردانی محسن شهابی،  می‌باشد که از برنامه کودک و نوجوان شبکه دو پخش شد. این مجموعه در ۲۲ قسمت تهیه شد.

## بازیگران
- فرخ‌لقا هوشمند
- مهوش وقاری
- حمید مهرآرا
- مجید مشیری
- مهرداد بازرگانی
- صدف صالح
- مروارید صالح
- محرم بسیم
- معصومه اسکندری
- طاهره طائفی
- مهناز فصاحتی
- احمد عباسقلی
- سپیده حسینی
- مینا نوروزی
- تینا قطبی
- ساسان قجر
- سیروس اسنقی